# Heberley Sosa
Heberley Sosa Brion (Melo, 1 de agosto de 1973) es un exfutbolista uruguayo, padre de los futbolistas Sebastián y Nicolás Sosa Sánchez. 
Con Peñarol fue campeón uruguayo en 1993, 1994 y 1996.

## Clubes
| Club              | País     | Año       |
| ----------------- | -------- | --------- |
| Peñarol           | Uruguay  | 1991-1994 |
| Central Español   | Uruguay  | 1995      |
| Peñarol           | Uruguay  | 1996      |
| Cerro Porteño     | Paraguay | 1997      |
| José Gálvez FBC   | Perú     | 1997      |
| River Plate       | Uruguay  | 1998      |
| Pudong Zobon      | China    | 1998-1999 |
| Defensor Sporting | Uruguay  | 2000      |
| Rentistas         | Uruguay  | 2001      |
| Aucas             | Ecuador  | 2001      |
| Nacional          | Uruguay  | 2002-2003 |
| Cerro             | Uruguay  | 2004      |
| Central Español   | Uruguay  | 2005-2007 |
| Cerro Largo       | Uruguay  | 2007-2009 |

#### Títulos nacionales
| Título              | Equipo (*) | País    | Año  |
| ------------------- | ---------- | ------- | ---- |
| Campeonato Uruguayo | Peñarol    | Uruguay | 1993 |
| Campeonato Uruguayo | Peñarol    | Uruguay | 1994 |
| Campeonato Uruguayo | Peñarol    | Uruguay | 1996 |